# Unité urbaine de Montmorillon
L'unité urbaine de Montmorillon est une unité urbaine française constituée par Montmorillon, ville située au sud-est de Poitiers se classant au cinquième rang départemental dans la Vienne.

## Données globales
En 2010, selon l'INSEE, l'unité urbaine de Montmorillon a le statut de ville isolée appartenant à l'arrondissement de Montmorillon, dans le sud-est du département de la Vienne.
En 2009, avec 6 410 habitants, elle constitue la 5e unité urbaine de la Vienne se classant loin derrière les unités urbaines de Poitiers (1er rang départemental et préfecture du département) et de Châtellerault (2e rang départemental). Si elle est dépassée par les unités urbaines de Loudun (3e rang départemental) et de Chauvigny (4e rang départemental), elle devance l'unité urbaine de Ligugé qui se situe au 6e rang départemental et qui a également plus de 5 000 habitants.
En Poitou-Charentes, elle occupait le 23e rang régional après l'unité urbaine de Surgères (22e rang régional) et avant l'unité urbaine de Cerizay (24e rang régional) et elle figure sur la liste des 31 unités urbaines de plus de 5 000 habitants de la région en 2009.
En 2009, sa densité de population qui s'élève à 113 hab/km2 est près de deux fois plus élevée que celle de la Vienne.
L'unité urbaine de Montmorillon constitue le pôle urbain de l'aire urbaine de Montmorillon.

## Délimitation de l'unité urbaine de 2010
| Nom          | Code Insee | Département | Statut       | Superficie (km2) | Population (dernière pop. légale) | Densité (hab./km2) | Modifier                                    |
| ------------ | ---------- | ----------- | ------------ | ---------------- | --------------------------------- | ------------------ | ------------------------------------------- |
| Montmorillon | 86165      | Vienne      | ville-isolée | 57,00            | 5 867 (2022)                      | 103                | modifier les données · modifier les données |

## Évolution démographique
| 1968  | 1975  | 1982  | 1990  | 1999  | 2009  | 2022  |
| ----- | ----- | ----- | ----- | ----- | ----- | ----- |
| 6 034 | 6 685 | 6 954 | 6 667 | 6 895 | 6 410 | 5 867 |

Histogramme

(élaboration graphique par Wikipédia)

## Sources et références
1. ↑  Unité urbaine de Montmorillon selon le zonage de 2010
2. ↑  Aire urbaine de Montmorillon et population de 2009